# Первомайка (Тюменская область)
Первомайка — упразднённый посёлок в Вагайском районе Тюменской области России. Входил в состав Карагайского сельского поселения. В 2004 году исключен из учётных данных, в связи с прекращением существования.

## География
Посёлок находился в восточной части Тюменской области, в пределах подтаёжно-лесостепного района лесостепной зоны, на левом берегу реки Иртыш, на региональной дороге 71Н503 «Вагай - Дубровное - Абаул», на расстоянии примерно 4,5 километров (по прямой) к юго-западу от села Большой Карагай. Ранее в поселке осуществлялась паромная переправа через Иртыш.

## Население
| 1989 | 2002 |
| ---- | ---- |
| 1    | ↘0   |